# Brodziec piegowaty
Brodziec piegowaty (Tringa melanoleuca) – gatunek średniej wielkości ptaka wędrownego z rodziny bekasowatych (Scolopacidae). Monotypowy.

## Występowanie
Zamieszkuje Amerykę Północną w pasie między Nową Szkocją i Zatoką Hudsona na wschodzie a południową Alaską po stan Waszyngton na zachodzie. Zimuje na wschodnim wybrzeżu USA od Nowego Jorku po Zatokę Meksykańską, a na zachodnim od południowego Oregonu na południe, w Meksyku, Ameryce Środkowej i Południowej aż po Ziemię Ognistą. Pojedyncze osobniki pojawiają się w Europie (w Polsce stwierdzony dwa razy – w 1986 i 1987 roku), na Dalekim Wschodzie i Mikronezji. Zanotowano również jedno pojawienie się tego ptaka w Południowej Afryce.

## Morfologia
WyglądW upierzeniu godowym wierzch ciała brązowy z ciemnymi i jasnymi plamami. Spód ciała jasny. Głowa, szyja i pierś czarno nakrapiane. Dziób czarny. Na bokach i brzuchu czarne prążki. Nad okiem wyraźna jasna brew. Nogi żółte. W szacie spoczynkowej spód ciała blady z brązowymi plamkami. Wierzch szarobrązowy z jasnymi cętkami.
Wymiary średniedługość ciała 29–33 cm
rozpiętość skrzydeł 70–74 cm
masa ciała 111–235 g

## Ekologia i zachowanie
BiotopPodmokłe obszary tajgi, zimą wybrzeża morskie.
GniazdoNa ziemi.
JajaW ciągu roku wyprowadza jeden lęg, składając w maju–czerwcu 3–4 jaja.
WysiadywanieJaja wysiadywane są przez okres około 23 dni głównie przez samicę. Pisklęta pierzą się po 18–20 dniach, do tego czasu opiekują się nimi oboje rodzice.
PożywienieBezkręgowce i drobne kręgowce.

## Status i ochrona
Międzynarodowa Unia Ochrony Przyrody (IUCN) od 2024 roku uznaje brodźca piegowatego za gatunek bliski zagrożenia (NT – Near Threatened); wcześniej klasyfikowała go jako gatunek najmniejszej troski (LC – Least Concern). Liczebność światowej populacji lęgowej, według szacunków, mieści się w przedziale 137 000 – 6 860 000 dorosłych osobników. Trend liczebności populacji uznawany jest za spadkowy.
W Polsce jest objęty ścisłą ochroną gatunkową.